# Dinar
Dinar er den officielle valuta i en række lande, hvoraf de fleste er arabiske eller tidligere tilhørte det Osmanniske Rige.
Dinarens historie går tilbage til gulddinaren, en tidlig islamisk mønt der svarede til den byzantinske denarius auri. Gulddinaren er i dag blevet genoplivet som investeringsmønt i guld som den islamiske gyldne dinar.

## Lande der i dag benytter dinar eller lignende
| Lande      | Valuta             | ISO 4217 kode |
| ---------- | ------------------ | ------------- |
| Algeriet   | Algeriske dinarer  | DZD           |
| Bahrain    | Bahrainske dinarer | BHD           |
| Irak       | Irakiske dinarer   | IQD           |
| Jordan     | Jordanske dinarer  | JOD           |
| Kuwait     | Kuwaitiske dinarer | KWD           |
| Libyen     | Libyske dinarer    | LYD           |
| Makedonien | Makedonske denarer | MKD           |
| Serbien    | Serbiske dinarer   | RSD           |
| Tunesien   | Tunesiske dinarer  | TND           |

### Lande og områder der tidlige benyttede dinar
| Lande                         | Valuta                          | ISO 4217 kode                |
| ----------------------------- | ------------------------------- | ---------------------------- |
| Abu Dhabi                     | Bahrainske dinarer (1966–73)    | BHD                          |
| Bosnien Herzegovina           | Bosnisk Herzegovinske dinarer   | BAD                          |
| Kroatien                      | Kroatiske dinarer               | HRD                          |
| Iran                          | Iranske rialer (delt i dinarer) | IRR                          |
| Den Serbiske Republik Krajina | Krajinske dinarer               |                              |
| Republika Srpska              | Republika Srpska dinarer        |                              |
| Sydyemen                      | Sydyemenitiske dinarer          | YDD                          |
| Sudan                         | Sudanske dinarer                | SDD                          |
| Jugoslavien                   | Jugoslaviske dinarer            | YUD, YUN, YUR, YUO, YUG, YUM |

| Artikelstump | Spire Denne artikel om penge eller valuta er en spire som bør udbygges. Du er velkommen til at hjælpe Wikipedia ved at udvide den. |